# Luis Batres Juarros
Pour les articles homonymes, voir Batres (homonymie).
Luis Batres Juarros, aussi appelé Luis Batres y Juarros, né le 7 mai 1802 à Nueva Guatemala de la Asunción et mort le 17 juin 1862, est un homme politique conservateur, influent au Guatemala durant le régime du président et général Rafael Carrera. Membre de la famille Aycinena, il est chargé d'écrire plusieurs pièces législatives qui caractérisent cette période de l'histoire du pays. 

## Biographie

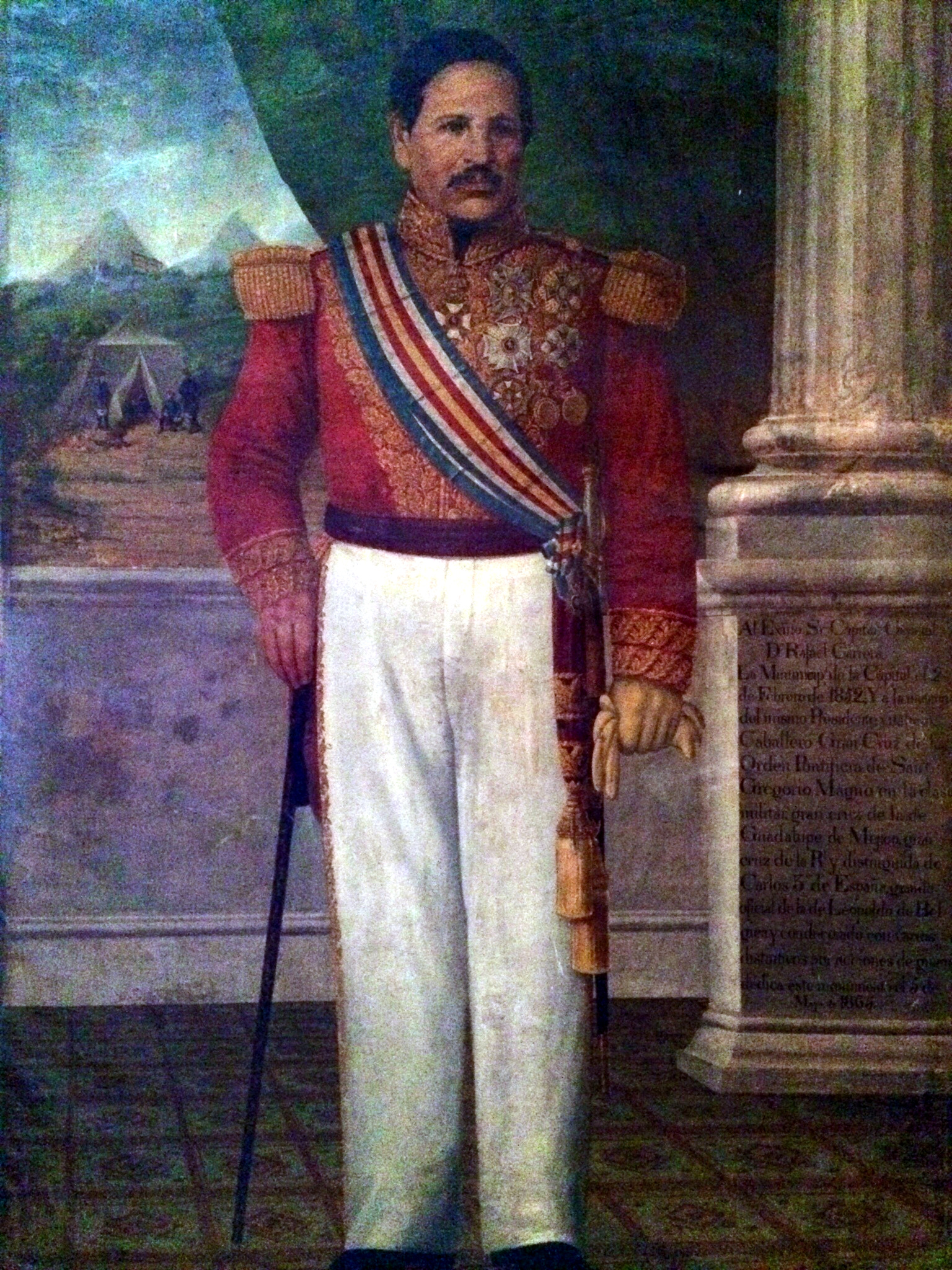
Capitaine-général Rafael Carrera, président à vie du Guatemala.

Batres Juarros est le fils de José María González de Batres y Muñoz et de María de las Mercedes Juarros Lacunza. Il fréquente l'université pontificale San Carlos Borromeo dont il sort diplômé en 1823. Il participe à la première guerre civile centraméricaine (en) (1826-1829) aux côtés des forces conservatrices contre les forces libérales menées par le caudillo hondurien Francisco Morazán, qui avait pour objectif de faire chuter le gouvernement mené par Mariano de Aycinena y Piñol. Après la défaite d'Aycinena, il est banni en tant que membre proche du clan de la famille Aycinena. Initialement exilé au Panama, il s'installe ensuite aux États-Unis. Il revient au Guatemala en 1839 alors que le général Rafael Carrera commence à exercer le pouvoir. Batros devient l'un de ses principaux conseillers, puis ministre. Exerçant une grande influence sur Carrera, il amène même sa femme, Adelaida García Granados, à devenir la confidente et l'épouse du président, Petrona Alvarez.
Batres Juarros exerce la fonction de maire de Guatemala en 1845.

### État de Los Altos
Après de violents et sanglants affrontements visant à la réintégration du Los Altos, Batre Juarros est secrétaire général du gouvernement guatémaltèque, dirigé par le nouveau président Mariano Rivera Paz. Il parvient à obtenir l'autorisation du vicaire Larrazabal et procéder au démantèlement de l'église régionale. À la suite de cette prérogative, les prêtres de la capitale de cet éphémère état, Quetzaltenango, sont sommés de quitter leur paroisse.

## Historiographie
Les historiens libéraux dressent de lui le portrait d'un « vilain au service d'un gouvernement tyrannique et despotique » sous la botte de « Raca Carraca » (Rafael Carrera) qui suivait l'ensemble des recommandations de Batres, car il était considéré comme « infallible »,,. Néanmoins, des recherches historiques faites entre 1980 et 2010, dressent un portrait plus objectif de son action politique et de celle de Carrera, et réaffirment la mainmise de Carrera sur les décisions politiques,.

## Famille

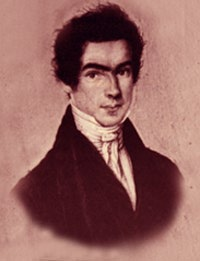
Mariano de Aycinena y Piñol (1789–1855)
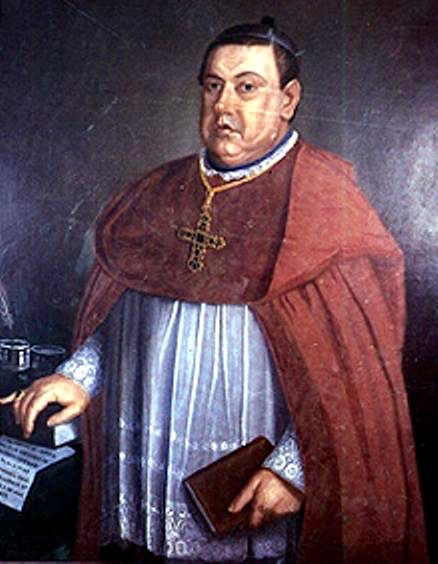
Juan José de Aycinena y Piñol (1792-1865)
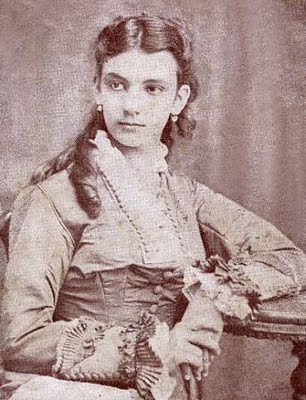
María Josefa García Granados (1795-1848)
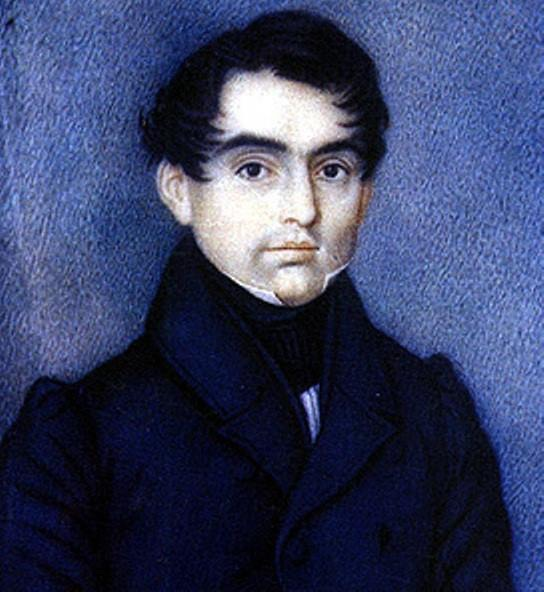
Manuel Francisco Pavón Aycinena (1798-1855)
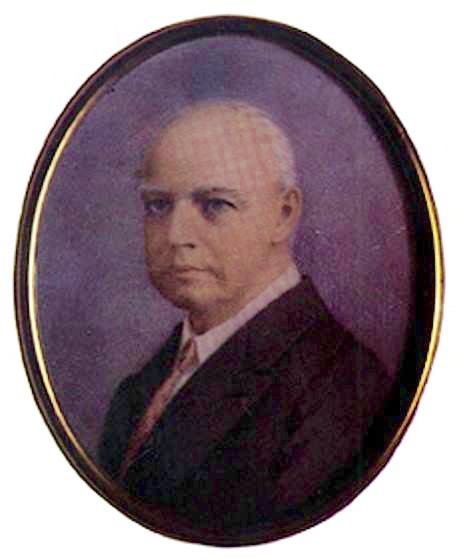
Pedro de Aycinena y Piñol (1802-1897), Président du Guatemala (avril-mai 1865)
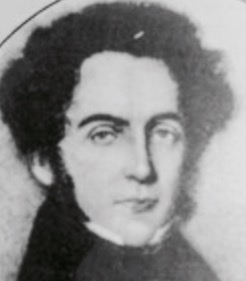
Luis Batres Juarros (1802-1862), maire de Guatemala (1845-1846)